# Newton Abbot (stacja kolejowa)
Newton Abbot – stacja kolejowa w miejscowości Newton Abbot w hrabstwie Devon o znaczeniu regionalnym. Stacja węzłowa dla linii Exeter - Plymouth i Riviera Line do Paignton.

## Ruch pasażerski
Stacja obsługuje ok. 977 212 pasażerów rocznie (dane za rok 2021/2022). Bezpośrednie połączenie z Exeterem, Paignton, Torquay, Penzance, Bristolem, Londynem, Leeds, Glasgow.

## Obsługa pasażerów
Kasy biletowe, automaty biletowe, wózki peronowe, winda peronowa, kiosk, WC, bar, poczekalnia, klasy II, przystanek autobusowy, postój taksówek.